# FC Palafrugell
Fútbol Club Palafrugell – hiszpański klub piłkarski, grający w Preferent Territorial, mający siedzibę w mieście Palafrugell.

## Sezony
- 12 sezonów w Tercera División